# Enoplolaimus villosus
Enoplolaimus villosus är en rundmaskart som beskrevs av Gerlach 1953. Enoplolaimus villosus ingår i släktet Enoplolaimus och familjen Enoplidae. Inga underarter finns listade i Catalogue of Life.